# Wassili Wladimirowitsch Bartold

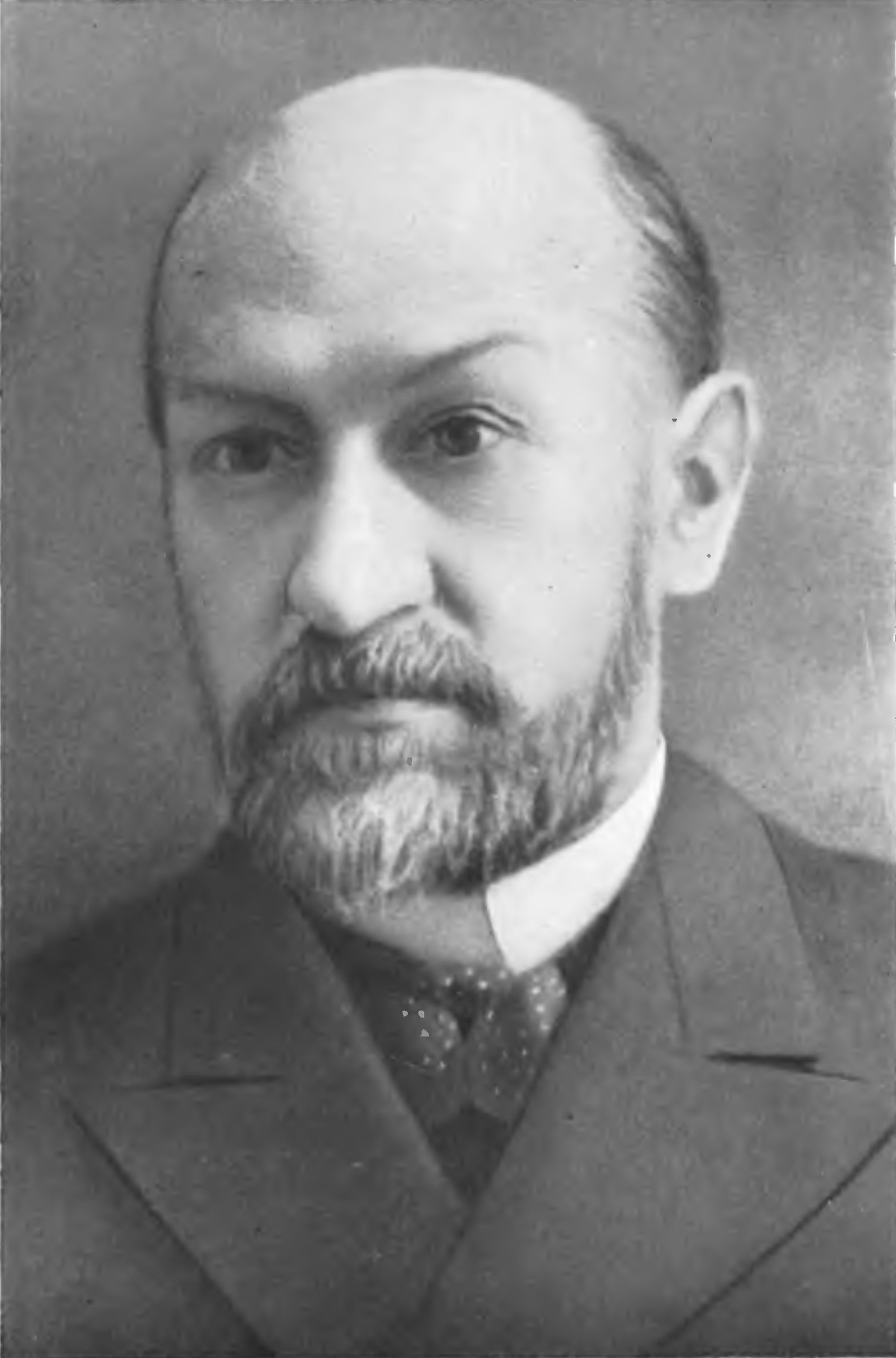
Wassili Bartold

Wassili Wladimirowitsch Bartold (russisch Василий Владимирович Бартольд, * 3. Novemberjul. / 15. November 1869greg. in Sankt Petersburg; † 19. August 1930 ebenda), Geburtsname Wilhelm Barthold, war ein russischer und sowjetischer Orientalist, Anthropologe und Historiker, der in der Nachfolge von Wilhelm Radloff als größte Autorität auf dem Gebiet der Turkologie galt.
Er lehrte an der Petersburger Universität.
Von 1918 bis 1921 war er Direktor des Petersburger Museums für Anthropologie und Ethnographie.
Bartold lieferte wichtige Arbeiten zur Geschichte des westlichen Zentralasiens, Irans, des Islams, des Kalifats und der Orientalistik. Er war zeitweise als Emigrant Professor in der Türkei.

## Schriften
- Туркестан в эпоху монгольского нашествия. 1900
  - Englische Übersetzung T. Minorsky, C. E. Bosworth: Turkestan Down to the Mongol Invasion. Luzac & Co, London 1928 und 1958
- Ulug Beg und seine Zeit. In: Abhandlungen für die Kunde des Morgenlandes XXI, 1, 1935
- Zwölf Vorlesungen über die Geschichte der Türken Mittelasiens. Wissenschaftliche Buchgesellschaft, Darmstadt 1932/35 und 1962
- A Short History of Turkestan (1920) in Four Studies on the History of Central Asia (Leiden: E.J. Brill) 1956 (Trans. V. & T.Minorsky)
- An Historical Geography of Iran (Princeton: Princeton University Press) 1984 (translated by Svat Soucek; edited by C.E. Bosworth)
- Собрание сочинений (Москва: Издательство Восточной литературы) 1963–77, 9 Bände
- Отчет о поездке в Среднюю Азию с научною целью (С.Пб.: Тип. Имп. Академии Наук) 1897
- История культурной жизни Туркестана (Москва: Изд. Академии наук СССР) 1927
- Работы по исторической географии (Москва: Изд. фирма «Восточная литература» РАН) 2002
- Istorija isutschenija Wostoka w Jewrope i Rossii (russisch История изучения Востока в Европе и России, wiss. Transliteration Istorija izučenija Vostoka v Evrope i Rossii) Leningrad 1925 Digitalisat

(frz.) V.-V. Barthold: La Découverte de l’Asie : Histoire de l’orientalisme en Europe et en Russie, traduit du russe et annoté par B. Nikitine, Paris: Payot 1947
- Four studies on the history of Central Asia translated from the Russian by V. and T. Minorsky. 3 Bände. Leiden: E. J. Brill 1956, 1958 und 1962 (Digitalisat in einer einzigen PDF-Datai)